# Вплив пандемії COVID-19 на громадський транспорт
Пандемія коронавірусної хвороби 2019 спричинила великий вплив на громадський транспорт. У багатьох країнах радили користуватися громадським транспортом лише в разі потреби; кількість пасажирів різко впала, а кількість послуг скоротилася. Забезпечення прийнятної послуги для значно меншої кількості оплачуваних пасажирів призвело до великих фінансових втрат. У громадському транспорті були запроваджені наступні запобіжні заходи — обов'язкова наявність масок на обличчі і дистанція між пасажирами, де це можливо, а також запроваджено вентиляцію та дезінфекцію транспортних засобів та приміщень для пасажирів. Запобіжні заходи вимагали від пасажирів і працівників транспорту внести багато змін у їх роботу та поведінку.

## Ризики і застереження
У березні 2021 року було висловлено припущення, що використання громадського транспорту призвело до поширення COVID-19. Проте було мало доказів того, що громадський транспорт спричинює ризик зараження COVID-19. За даними «Santé Publique France» (служби охорони громадського здоров'я Франції) у червні 2020 року, жоден із 150 досліджених кластерів інфекції не був спричинений громадським транспортом; висловлено припущення, що цьому допомогли відстань між пасажирами, носіння масок і дезінфекція поверхонь. Крім того, люди мало розмовляють і рухаються, особливо коли подорожують поодинці.
Станом на жовтень 2020 року, згідно з даними Міжнародного союзу громадського транспорту, існували докази того, що, якщо вжити відповідних заходів, ризик підхопити COVID-19 у громадському транспорті є дуже низьким. У статті союзу говориться, що аналіз у Великій Британії, проведений Радою з досліджень і безпеки залізничного транспорту, яка фінансується галуззю, показав, що ймовірність підхопити COVID-19 під час поїздки залізницею становить 1 з 11 тисяч поїздок. Пізніші цифри не були оприлюднені, але вважаються значно вищими та, як очікується, зростуть із послабленням обмежень щодо COVID-19 у липні 2021 року.
Моделювання в Університеті Колорадо в Боулдері у США виявило, що ризик інфікування в добре провітрюваному метро або автобусі з мінімальною кількістю розмов і рухів становить 0 відсотків через 70 хвилин.

## Заходи захисту від COVID-19
Центри з контролю та профілактики захворювань у США випустили вказівки щодо заходів захисту від COVID-19 для пасажирів і операторів громадського транспорту та орендованих автомобілів з водіями, які час від часу оновлюються. Більшість порад центрів мають загальне застосування в місцевостях за межами США. Слід уникати поїздок без нагальної необхідності. Водії та пасажири повинні (або в деяких місцевостях повинні) носити маски для обличчя, уникати частого торкання поверхонь, і сидіти на відстані не менше 6 футів один від одного, якщо це можливо. Щоб захистити водіїв автобусів, пасажири можуть входити та виходити через двері, розташовані далеко від водія. Уникати роботи з готівкою або платіжними картками. Поверхні, до яких часто торкаються, слід регулярно очищати. Вивіски та інші візуальні підказки, такі як наклейки та стрічки, можуть попередити пасажирів про відповідні запобіжні заходи щодо COVID-19 і позначення місць. Мандрівникам рекомендується мати при собі антисептик для рук і дезінфікуючі серветки. Необхідні поїздки найкраще здійснювати не в години пік, коли пасажири можуть розташуватися на більшій відстані один від одного.

## Дослідження та розробки

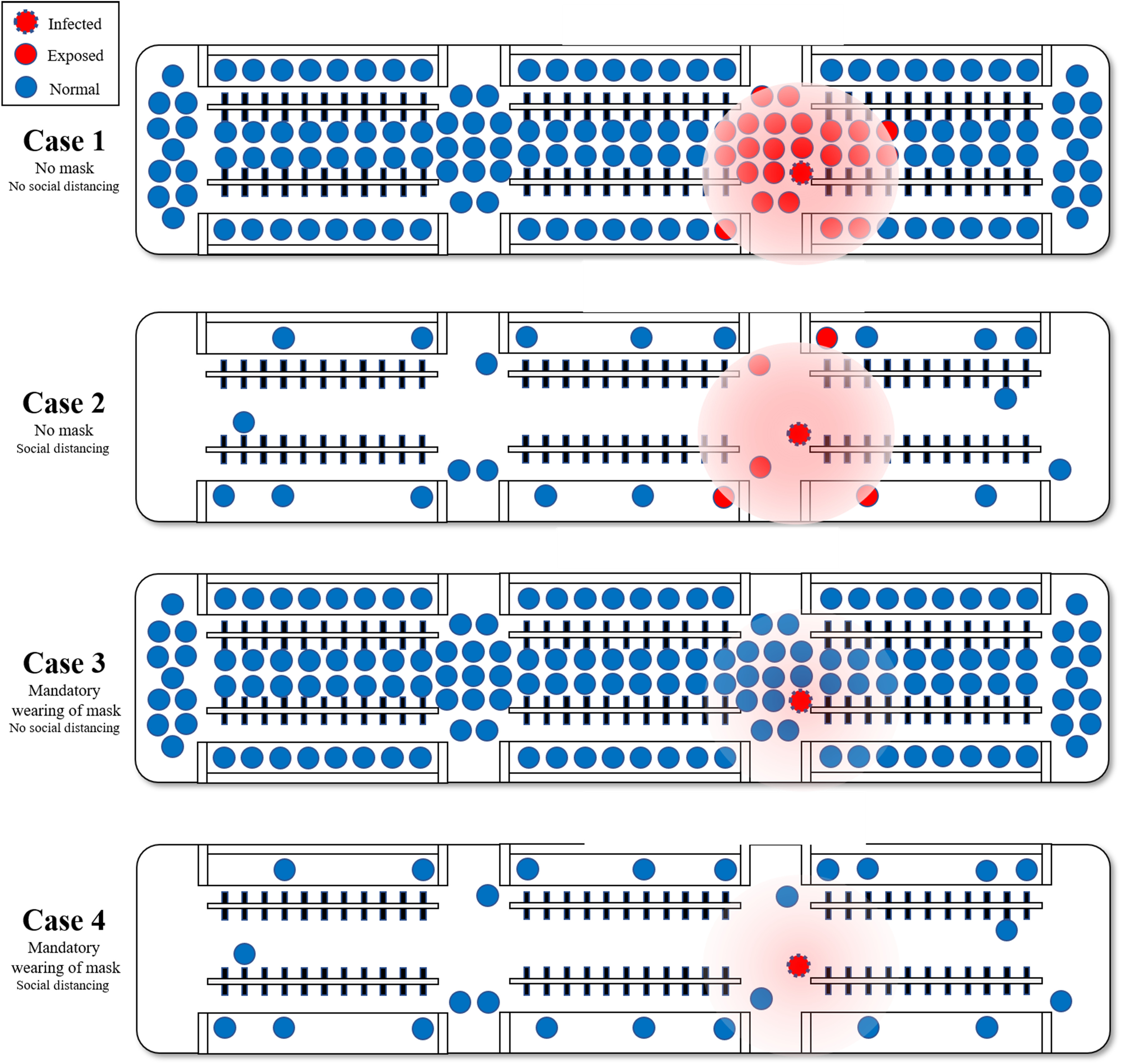
Прогнозування фактичної ймовірності передачі відповідно до карантинних правил, таких як обов'язкове носіння масок і соціальне дистанціювання.

Дослідники продовжують вивчати безпечні способи поїздок у громадському транспорті під час пандемії COVID-19.
Дослідження показує, що обов'язкові маски для обличчя та соціальне дистанціювання можуть забезпечити відносно безпечний громадський транспорт під час пандемії COVID-19, зокрема сучасні способи, усталені типи, конструкції та процедури, знизивши рівень зараження на 93,5 % та 98,1 % відсоток у симуляції звичайних сучасних видів громадського транспорту на основі відстеження в годину пік заторів.
В одному з досліджень перевірялися різні технології зниження поширення вірусів в автобусі, припускаючи, що вставки фотокаталітичного окислювача, ультрафіолетове світло C, і середовище з позитивним тиском можуть бути ефективними для цього, і що важливо носити маски.
Пропозиції щодо подальших заходів щодо зменшення впливу пандемії на транспорт включають запобігання переповненим транспортним засобам (або рівномірному розподілу пасажирів), наприклад через послуги на вимогу та редизайн послуг, вимога підтвердження вакцинації для входу в поїзди, покращення додатків для відстеження коронавірусу в громадському транспорті, перевірка даних смарт-карток і подальші дослідження.
Одне з досліджень вивчало наявність зв'язку між громадським транспортом і смертністю від грипу (як індикатором поширеності захворювання), використовуючи дані зі 121 великого міста США, і не виявило доказів позитивного зв'язку між ними.

## Азія

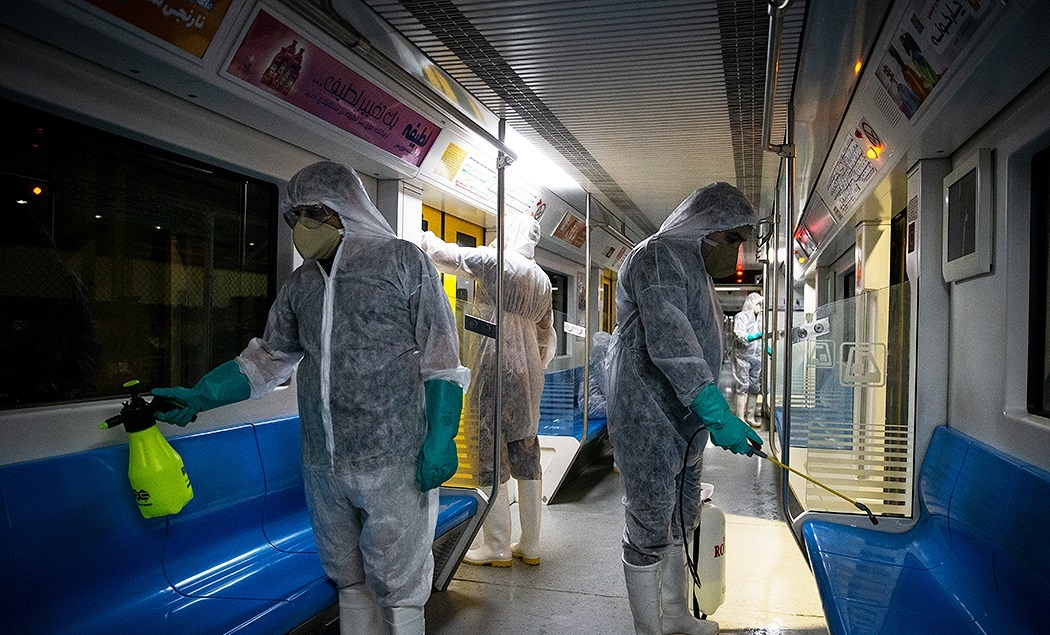
Дезінфекція поїздів Тегеранського метро від коронавірусу

### Китай
23 січня 2020 року вся мережа Уханського метрополітену була закрита разом з усім іншим громадським транспортом у місті, включно з національною залізницею та авіасполученням, щоб зупинити поширення хвороби.
24 січня 2020 року, наступного дня після оголошення карантину в місті Ухань, пекінський метрополітен почав вимірювати температуру тіла пасажирів на вході в 55 станцій метро, включаючи станції біля 3 головних залізничних станцій та столичного аеропорту. Перевірки температури було поширено на всі станції метро до 27 січня. Для подальшого контролю за поширенням вірусу деякі поїзди лінії 6 були оснащені розумними камерами спостереження, які можуть виявляти пасажирів, які не носять маски.
28 березня 2020 року 6 ліній Уханського метрополітену (лінії 1, 2, 3, 4, 6, 7) відновили роботу після двомісячного закриття. 8 квітня 2020 року відновлено роботу першої черги лінії 8. 22 квітня 2020 року лінія 8, фаза 3, лінія 11, лінія Янглуо відновили роботу.
З червня 2020 року Китай значною мірою стримував спалах COVID-19, що дозволило поступово відновити кількість пасажирів і обслуговування метро до рівня, який був до пандемії. Кілька систем метрополітену, такі як метро Чанша та метро Хефея, показали зростання кількості пасажирів у 2020 році завдяки відкриттю нових ліній. У новорічну ніч 2020 року кілька мереж китайського метро побили історичні щоденні рекорди кількості пасажирів. Загальна річна кількість пасажирів у основних системах громадського транспорту Китаю впала у 2020 році приблизно на 35 % порівняно з кількістю пасажирів до пандемії.

### Індія
Низка індійських штатів оголосили про часткове та поступове закриття транспорту на місцевому та державному рівнях ще 11 березня 2020 року.

### Індонезія
В індонезійській столиці Джакарті були запроваджені обмеження на рух громадського транспорту.
Керівник транспортного агентства Великої Джакарти міністерства транспорту Полана Б. Праместі сказала, що Джакарта, зокрема, ініціювала запровадження різних обмежень, зокрема транспортні, у березні 2020 року. «Після офіційного запровадження широкомасштабних соціальних обмежень можна констатувати, що кількість користувачів громадського транспорту зменшилася, оскільки мобільність людей була обмежена», — додала вона.

### Філіппіни
На філіппінському острові Лусон призупинено рух громадського транспорту в рамках впровадження посиленого громадського карантину. За відсутності громадського транспорту громадяни могли використовувати лише власний приватний транспорт, але критичну роль, яку відіграє громадський транспорт, не можна повністю замінити приватними транспортними засобами. У червні в кількох регіонах Лусона, які раніше перебували в зоні посиленого карантину, було знижено рівень загального карантину, дозволяючи користуватися громадським транспортом з обмеженою кількістю пасажирів, і відповідно до протоколів соціального дистанціювання.

### Туреччина
20 березня 2020 року тимчасово призупинено безкоштовний громадський транспорт для людей віком 65 років і старших у Баликесірі, Коньї та Малатьї, щоб спонукати осіб похилого віку залишатися вдома. Через день подібні заходи почали запроваджуватися в Анкарі, Анталії та Ізмірі. 24 березня повідомлено, що транспортні засоби громадського транспорту, які працюють у містах і в інших містах, можуть заповнюватися лише на 50 % своєї пасажиромісткості одночасно.

## Європа
Згідно з даними «Google Mobility Reports», на початку другої хвилі пандемії COVID-19 попит на громадський транспорт у найбільших економіках ЄС впав лише на 20 %. Трафік до ключових транспортних вузлів впав на 30—40 %, а трафік до робочих місць впав на 20—30 %.

### Данія
У серпні 2020 року в Данії запроваджено обов'язкова наявність захисної маски в громадському транспорті.

### Франція
Згідно з даними, опублікованими на мобільному додатку «Transit», у Франції спостерігалося найбільше зниження використання громадського транспорту. Це включало зниження використання громадського транспорту на 92 % в Ліоні та зниження на 85 % в Ніцці.
Згідно із заявою прем'єр-міністра Франції Едуар Філіппа, Франція зробить маски обов'язковими в громадському транспорті, коли 11 травня 2020 року почне пом'якшувати карантин внаслідок поширення коронавірусу.
За даними французького статистичного агентства INSEE, 3 % працівників у Франції часто працюють на відстані. 2 % французьких працівників долають від дому до роботи менше 5 кілометрів, а 8 % змушені долати понад 50 км.

### Німеччина
У Німеччині після скасування карантинних заходів запроваджено обов'язкове носіння масок у громадському транспорті.

### Ірландія
До квітня 2020 року аеропорт Дубліна здійснював лише репатріаційні рейси або рейси з життєво необхідними товарами (зниження завантаженості на понад 95 % порівняно з тим самим тижнем 2019 року); аеропорт Корка скоротив роботу до 3 зворотних рейсів щодня, усі вони вирушали до та з Лондона, перший з яких вирушав о 16:00, а останній повертався о 7:30 вечора; західний аеропорт Ірландії не виконував комерційних рейсів, і обидва щоденні рейси до та з аеропорту Керрі здійснювалися до Дубліна.
27 березня 2020 року національне транспортне управління повідомило, що з 30 березня оператори громадського транспорту поетапно переходять на новий графік. Переглянуті розклади «Iarnród Éireann» набули чинності 30 березня, тоді як розклади «Dublin Bus», «Go-Ahead Ireland» і «Bus Éireann» набули чинності 1 квітня. Відповідно до переглянутого розкладу, послуги працювали приблизно на 80 % до звичайного рівня. Багато розкладів громадського транспорту повернулися до нормального стану до 29 червня, але вимоги соціального дистанціювання означали, що загальна кількість пасажирів залишалася обмеженою.
10 липня 2020 року міністр охорони здоров'я Ірландії Стівен Доннеллі підписав розпорядження про обов'язкове носіння масок у громадському транспорті, яке набуло чинності 13 липня. Тим, хто відмовляється виконувати постанову, загрожував штраф у розмірі до 2500 євро та можливе ув'язнення на 6 місяців. Дані Національного транспортного управління показали рівень дотримання цієї постанови між 70 і 95 % в автобусах, поїздах і трамваях. «Bus Éireann» повідомила про 95 % відповідності своїх послуг, «Iarnród Éireann» сказав, що постанова виконується на 90 %, «Dublin Bus» повідомив про показник близько 80 %, а Дублінський швидкісний трамвай повідомив, що виконання постанови становить від 75 до 80 %. 21 липня міністерство охорони здоров'я повідомило, що захисне закриття обличчя буде дозволено як альтернатива масці для обличчя в громадському транспорті.

### Велика Британія
У 2020 році у Великій Британії було скорочено автобусне, повітряне та залізничне сполучення. Спочатку використання громадського транспорту в Лондоні скоротилося приблизно на 90 % після того, як було запроваджено загальнонаціональний локдаун через коронавірус. Мер Лондона Садік Хан зробив проїзд на всіх автобусах безкоштовними з 20 квітня, та наказав пасажирам сідати лише через середні двері, щоб захистити водіїв автобусів, після того як 20 із них і кілька співробітників TfL померли від коронавірусу. Плата за проїзд автобусом була відновлена з 23 травня після умовної допомоги транспорту Лондона міністерством транспорту. З 15 червня 2020 року стало обов'язковим носити маску в громадському транспорті Англії.
Протягом усієї пандемії населенню рекомендували не користуватися громадським транспортом для неважливих поїздок, щоб допомогти зупинити поширення COVID-19 і забезпечити соціальне дистанціювання у вагонах для працівників життєво необхідних галузей. Цю рекомендацію було скасовано 17 липня 2020 року перед подальшим пом'якшенням карантину, включаючи скасування рекомендацій щодо віддаленої роботи.
Згідно з даними, опублікованими у застосунку Moovit, у Великій Британії спостерігалося значне зниження використання громадського транспорту протягом квітня 2020 року. Це включало зменшення на 80 % у Лондоні та Південно-Східному регіоні, 79 % у Йоркширі, 71 % у Вест-Мідлендсі, 80 % у на південному заході, 76 % на північному заході та 78 % у Шотландії. Це спричинило серйозні фінансові проблеми; зокрема, «Transport for London» у травні 2020 року подав заявку на 2 мільярди фунтів стерлінгів державної допомоги, щоб продовжити роботу до вересня, втративши 90 % свого доходу. Рекордним щодо втрат став рік з квітня 2020 року по березень 2021 року, який мав найменшу кількість поїздок залізницею у Великій Британії з початку обліку в 1872 році.
Багато обмежень на поїздки мали бути послаблені 19 липня 2021 року. Зокрема, соціальне дистанціювання та використання масок для обличчя більше не були нормою закону, хоча багато туристичних операторів продовжували вимагати маски для обличчя.
У липні 2020 року Рада з досліджень і безпеки залізничного транспорту виявила, що ризик поїздок залізницею становить одне інфікування на 11 тисяч поїздок. Станом на липень 2021 року рада продовжувала надавати керівникам залізниць кожні 2 тижні середній показник ризику; ця цифра не розголошувалася публічно. Керівники вищої ланки залізничного транспорту повідомили, що офіційним особам були представлені цифри, які показують, що ризик значно зростав. Хоча групи пасажирів чинили тиск з метою оприлюднення даних, щоб подорожуючі могли приймати обґрунтовані рішення, у липні 2021 року рада сказала лише, що ризики передачі інфекції в поїздах є «допустимо низькими». Вважалося, що під час далеких поїздок він набагато вищий. Пом'якшення контролю за поширенням хвороби пізніше того ж місяця призвело до збільшення кількості пасажирів, а скасування законодавчої вимоги прикривати обличчя може призвести до подальшого зростання кількості випадків хвороби.

### Греція
Через занепокоєння поширенням COVID-19 34 % жителів грецького міста Салоніки припинили користуватися громадським транспортом, а понад 70 % заявили, що віддадуть перевагу більшій кількості автобусів на дорогах, щоб зменшити ймовірність переповненості автомобілів.

## Північна Америка

### Канада

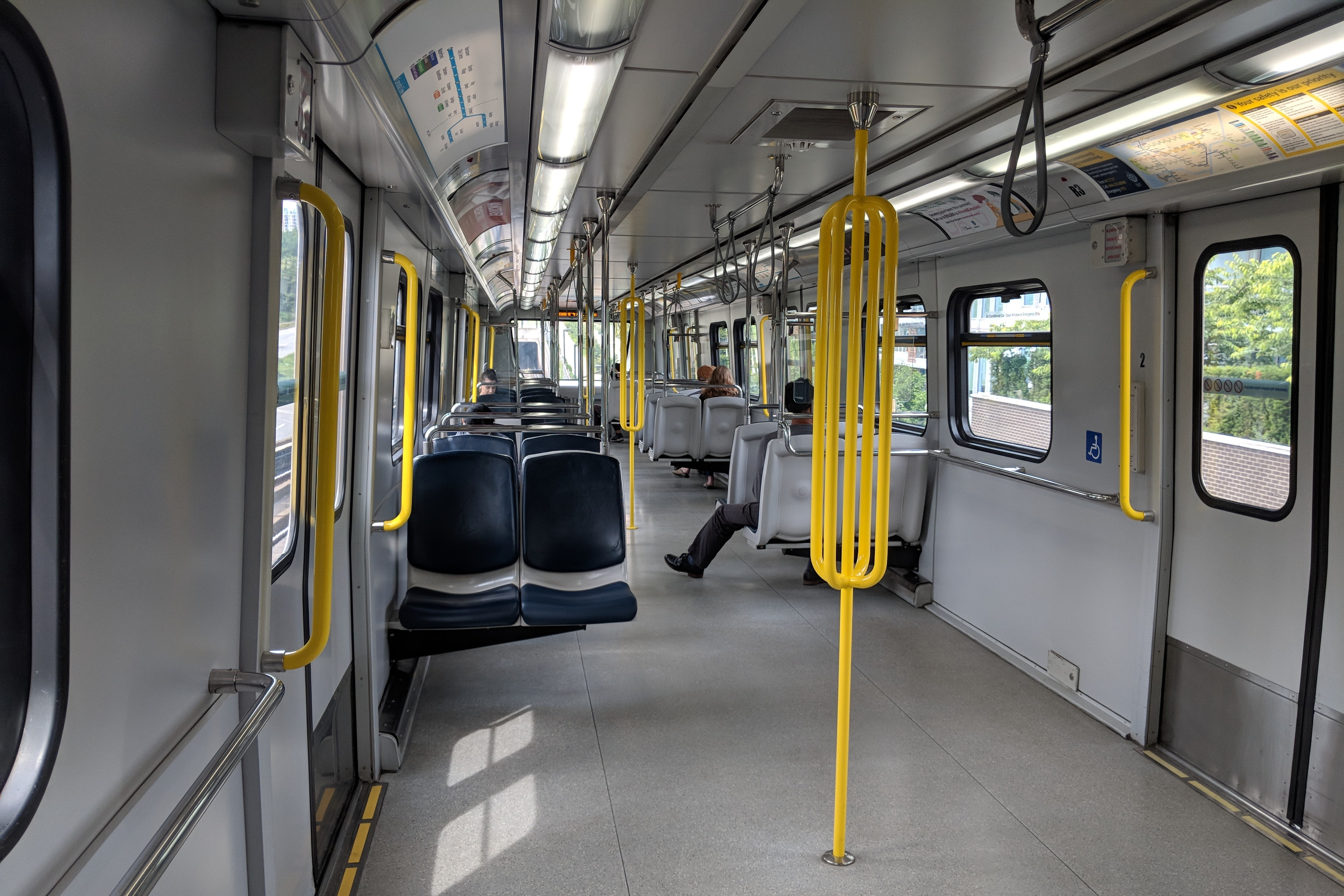
Майже порожній метрополітен Ванкувера у Ванкувері, Британська Колумбія, Канада

Відповідно до даних, опублікованих сайтом «Transit», попит на громадський транспорт у Канаді наприкінці березня 2020 року впав у середньому на 83 % порівняно з попередніми роками. 17 березня Едмонтонська транзитна служба почала використовувати суботні графіки для всіх своїх маршрутів 7 днів на тиждень. 1 квітня компанія «Calgary Transit» також скоротила надання своїх послуг. Станом на 30 березня кількість пасажирів у громадському транспорті Саскатуна впала більш ніж на 80 %.
Кількість пасажирів у двох найбільших транспортних системах Великого Торонто, «Toronto Transit Commission» і «GO Transit», до 13 квітня впала на 80—90 %, і обидві скоротили обслуговування та/або призупинили маршрути. Обидві компанії призупинили можливість для клієнтів оплачувати проїзд готівкою (або жетонами у випадку послуг «Toronto Transit Commission») у своїх автобусах громадського транспорту на невизначений термін. 14 квітня компанія округу Метро-Ванкувер «TransLink» заявила, що втрачає 75 мільйонів канадських доларів на місяць, і потребуватиме екстреного фінансування, або буде змушена скоротити велику кількість місцевих послуг. У Монреалі метро повідомило про падіння кількості пасажирів на 80 % до 26 березня 2020 року. У північному передмісті Лаваль транспортна компанія «STL» скоротила 45 % місцевих автобусних перевезень.

### США
За даними журналу «Government Technology», «різке зниження кількості пасажирів під час пандемії призвело до глибокої фінансової кризи систем громадського транспорту в США». Кім Харт із сайту «Axios» написала: «Системи громадського транспорту по всій країні переживають болісну потрійну проблему: кількість пасажирів зазнала різкого зниження, потоки фінансування обмежені, а громадський транспорт не відновиться від пандемії так швидко, як інші види транспорту».
У Детройті автобусні рейси міського департаменту транспорту скасували через те, що водії відмовилися працювати.
Сайт «The Verge» повідомив про падіння кількості пасажирів у метро Нью-Йорка 11 березня на 18,65 % порівняно з роком раніше. Кількість пасажирів міського автобуса Нью-Йорка зменшилася на 15 %, пасажирів «Long Island Rail Road» — на 31 %, а «Metro-North Railroad» — на 48 %. Компанія «Sound Transit», що працює в метрополійному районі Сіетла, зареєструвала зниження кількості пасажирів на 25 % у лютому порівняно з січнем, а кількість пасажирів міських поромів 9 березня зменшилася на 15 % порівняно з тижнем раніше. Ці падіння стали набагато помітнішими наприкінці березня та в квітні, коли почали впроваджуватися повсюдні закриття шкіл і підприємств і накази про домашній карантин. У середині квітня «USA Today» повідомила, що попит на транзитні послуги знизився в середньому на 75 % по всій країні, з цифрами 85 % у Сан-Франциско та 60 % у Філадельфії. Наприкінці квітня кількість пасажирів у Вашингтонському метро впала на 95 %.
7 квітня Управління транспорту Південно-Східної Пенсільванії зобов'язала користувачів громадського транспорту у Філадельфії носити маски для обличчя, починаючи з 9 квітня. 13 квітня агентство повідомило, що це правило не буде застосовуватися. 8 червня управління транспорту Південно-Східної Пенсільванії знову зобов'язало мотоциклістів носити маски для обличчя.
Щоб запобігти поширенню коронавірусу в автобусах і залізничних транспортних засобах, деякі транспортні агенції запровадили тимчасові обмеження на кількість пасажирів, дозволених у транспортному засобі, а інші почали вимагати від водіїв одягати маски для обличчя. Щоб зменшити контакт між водіями та пасажирами, кілька агентств запровадили посадку лише за дверима, та тимчасово призупинили збір оплати за проїзд, зокрема в Сіетлі, нью-йоркських міських автобусах та в Денвері.
У січні 2021 року федеральний уряд США видав загальнонаціональне розпорядження щодо носіння масок у всіх транспортних засобів громадського транспорту та на «транспортних вузлах». У серпні 2021 року дію розпорядження було продовжено до середини січня 2022 року, а на початку грудня її було продовжено до 18 березня 2022 року, а потім до 3 травня.

#### Каліфорнія
У Каліфорнії представники міста Карсон попросили транспортну мережу Лос-Анджелеса припинити автобусне сполучення в окрузі Лос-Анджелес.
Міська транспортна система Сан-Дієго зменшила кількість автобусів і тролейбусів (легкого рейкового транспорту) через зменшення кількості пасажирів. Голосування щодо пропозиції транспортної системи щодо розширення громадського транспорту в Сан-Дієго ймовірно стане неможливим у 2020 році.
Кількість пасажирів у метрополітені Затоки Сан-Франциско різко впала на 90 %, що призвело до скорочення годин обслуговування, скорочення поворотів на лініях, і збільшення довжини поїздів для забезпечення соціального дистанціювання. Частоту виходу поїздів скоротили до півгодини на лінію. Більшість служб міського транспорту в Сан-Франциско було закрито.

#### Нью-Йорк
Починаючи з 25 березня 2020 року, під час першої хвилі поширення COVID-19 у Нью-Йорку рух автобусів і метро було скорочено через зменшення кількості пасажирів. У квітні 2020 року чотири члени міської ради звернулися з проханням тимчасово призупинити роботу метро через поширення COVID-19 у метрополітені. Наприкінці березня тимчасовий керівник транспортного управління Нью-Йорка Сара Фейнберг заявила, що закриття метро вона вважає помилковим рішенням, і воно навіть не розглядається. Фейнберг також висловилася на користь виплати за небезпеку для працівників, які безпосередньо зайняті боротьбою з епідемією. Наступного місяця вона назвала назвав міську службу транспорту «найагресивнішим транспортним агентством у країні, яке діє швидко та рішуче, щоб захистити нашу робочу силу». Починаючи з травня 2020 року станції метро закривалися на ніч для прибирання; закриття на ніч було тимчасовим заходом, який мав бути призупинений після завершення пандемії.
До 22 квітня 2020 року віл COVID-19 померли 83 співробітники агентства; агентство оголосило, що сім'ї померлих матимуть право на допомогу в розмірі 500 тисяч доларів. До 1 травня померли 98 співробітників агентства.

#### Орегон
Найбільше транспортне агентство штату Орегон «TriMet» почало вимагати захист обличчя як для пасажирів, так і для водіїв. Орегон зайшов настільки далеко, що встановив форму покриття для обличчя для населення. Губернатор штату Орегон Кейт Браун видала розпорядження 20–12 про громадський транспорт і вимоги до безпечного пересування в Орегоні. Згідно з цим розпорядженням «TriMet» була зобов'язана дезінфікувати транспортні засоби кожні 4 години, а також рекомендувала дезінфікувати поверхні, до яких сильно торкаються, надавати покриття для обличчя та дезінфікуючий засіб, якщо це можливо. Було багато винятків із правила, яке стосувалося людей з обмеженими можливостями та іншими проблемами зі здоров'ям, а також тих, у кого виникають проблеми з обличчям через носіння маски.. Інші оператори громадського транспорту в Орегоні, зокрема «Amtrak», також скоротили свої послуги. У січні 2021 року вимоги штату щодо покриття обличчя були замінені загальнонаціональними вимогами, виданими федеральним урядом, які залишалися в силі тривалий час (принаймні до 3 травня 2022 року).

## Океанія

### Австралія

#### Новий Південний Уельс
Задля дотримання фізичної дистанції та обмеження поширення COVID-19, по всій мережі громадського транспорту розмістили зелені точки, які вказують пасажирам, де їм стояти та сідати. Транспортне управління Нового Південного Уельсу рекомендував пасажирам носити маски для обличчя в громадському транспорті.
7 липня 2020 року транспортна компанія «NSW TrainLink» тимчасово призупинила сполучення між Новим Південним Уельсом і Вікторією через прикордонні обмеження, запроваджені Новим Південним Уельсом. Відповідно до даних, наданих сайтом Moovit, у квітні 2020 року використання громадського транспорту в Новому Південному Уельсі зменшилося на 75 %.

#### Вікторія
Уряд Вікторії ввів обов'язкове одягання масок у громадському транспорті.